# Pisandro (general)
Pisandro (em grego:  Πείσανδρος) foi um general espartano durante a Guerra de Corinto. No ano 395 a.C. foi encarregado de comandar a frota espartana do seu meio-irmão, o rei Agesilau II. Porém Pisandro era um general relativamente inexperiente, e no seu primeiro combate, na Batalha de Cnido, a frota espartana sofreu uma derrota vital pelo general ateniense Conão. Pisandro morreu enquanto lutava defendendo seu barco.